# Förenade Liv
Förenade Liv var ett svenskt försäkringsbolag som erbjöd så kallade gruppförsäkringar till anställda och medlemmar genom de arbetsgivare och organisationer som företrädde dem. Förenade Liv försäkrade ca en 700 000 individer i ca 1 000 företag och organisationer.  
Förenade Liv grundades 1949 och hade ursprungligen till syfte att administrera grupplivförsäkringar i samförsäkring mellan de dåvarande 11 medverkande bolagen. 1992 upphörde samförsäkring. Mellan 1998 och 1999 ingick man i Förenade Trygg, tillsammans med Trygg-Hansa. Bolaget ingick sedan 2001 i Folksamkoncernen.
Förenade Liv upphörde med verksamheten 1 juni 2018, då befintliga försäkringar flyttades till Folksam.